# Турин — Порта-Нуова
Станция Турин — Порта-Нуова (итал. Torino Porta Nuova) — главный железнодорожный вокзал Турина. Является одним из крупнейших вокзалов Европы, третьим по объёму пассажирских перевозок в Италии (192 000 человек ежедневно, 70 миллионов в год, принимает 350 поездов в день).

## Расположение
Станция расположена в прямоугольной полосе, ограниченной с торца корсо Витторио Эммануэле II (проспект Виктора Эммануила II), а с боков перпендикулярными ему, идущими параллелельно улицами — виа Паоло Сакки и виа Ницца. Находится к югу от исторического центра Турина.
Главное здание вокзала Порта-Нуова напоминает по форме букву П. «Перекладина» буквы идёт вдоль корсо Витторио Эммануэле II и главным фасадом выходит на пьяццу Карло Феличе (площадь Карла Феликса), образованную Т-образным пересечением корсо Витторио Эммануэле II и перпендикулярной улицей, вливающейся в корсо с противоположной вокзалу стороны — виа Рома. Главный фасад вокзала Порта-Нуова находится в створе виа Рома и замыкает её перспективу с юга.
«Ножки» буквы П идут вдоль виа Ницца и виа Сакки, между ними заключены железнодорожные пути станции. Кроме того, в комплекс построек станции Турин — Порта-Нуова входит ещё семь зданий, расположенных как вдоль виа Ницца, так и вдоль виа Сакки.

## Название
Название станции и вокзала „Porta Nuova“ (с итал. — «Новые ворота») восходит к городским воротам, построенным в 1620 году на новом участке городских стен Турина, который был возведен при расширении города на юг. Ворота находились на площади Карло Феличе, в начале современной улицы виа Рома (прежде носившей название виа Нуова) — рядом с местом, где построен вокзал. При разрушения стен в начале XIX века, при оккупации Турина войсками Наполеона, в 1802 году были снесены и сами ворота. Аналогичная судьба постигла и другие ворота стен Турина, имена которых сохранились как городские топонимы (например, Порта-Суза).

## История

### Ранние годы
В 1860 году на месте современной станции Турин — Порта-Нуова была открыта временная станция, называвшаяся просто «Платформа Правительственной железной дороги» («Scalo delle Ferrovie del Governo»), построенная в рамках строительства железной дороги Милан — Турин. Строительство вокзала Порто-Нуова и главной железнодорожной станции Турина началось в декабре 1861 года, по проекту инженера Алессандро Маццукетти и при участии архитектора Карло Чеппи.

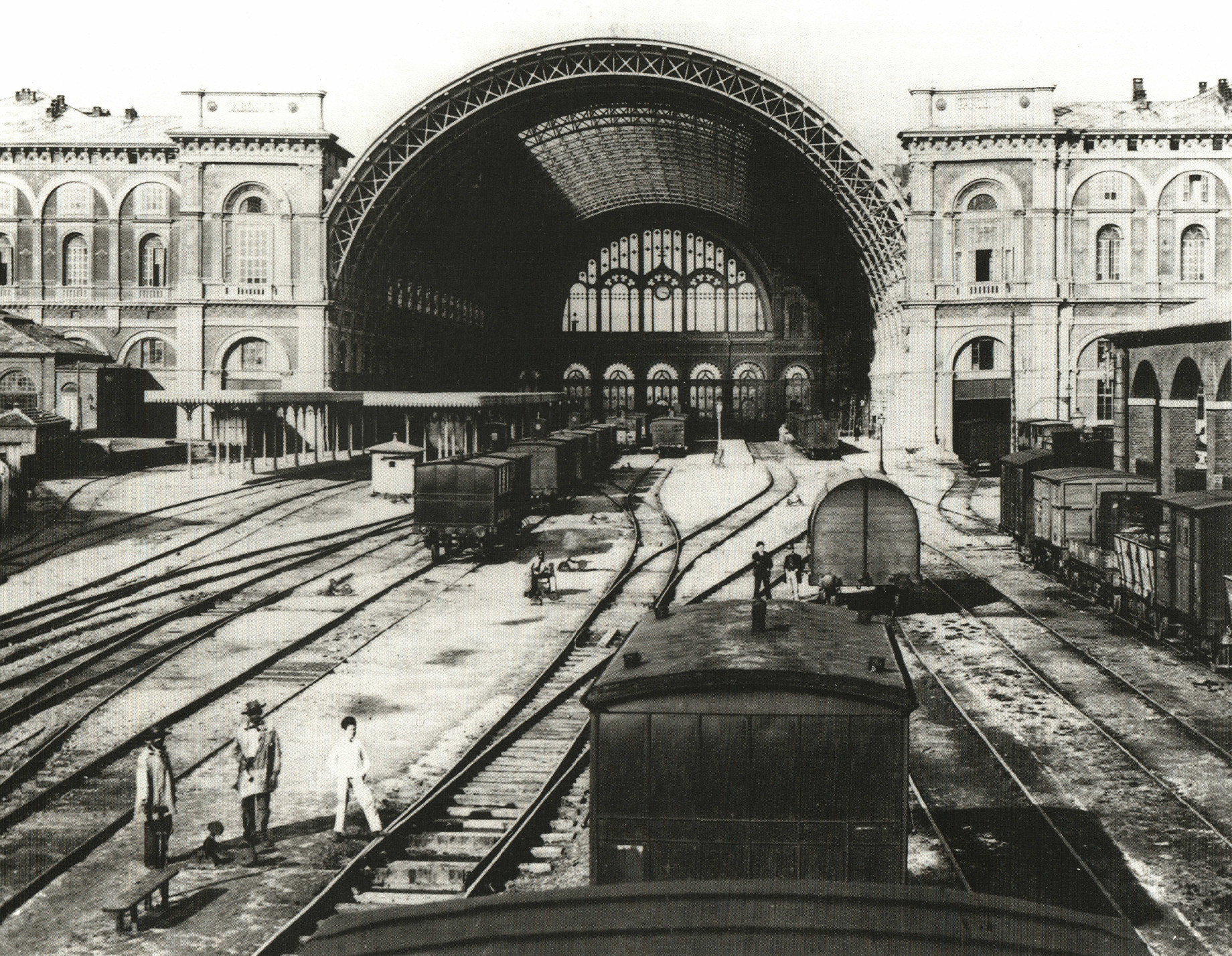
Вид со стороны железнодорожных путей на дебаркадер и здания для отправляющихся и прибывающих пассажиров в 1884 году

Отличительной особенностью станции и здания вокзала являлось чёткое деление на зону отправления и зону прибытия, предложенное инженером-конструктором Алессандро Маццукетти и строго выдержанное им в ходе планирования вокзала и его строительства.
Зона отправления находилась в здании, идущем вдоль виа Ницца (с левой стороны, если стать лицом к главному фасаду, выходящему на площадь Карло Феличе). Оно включало в себя большой кассовый зал с круглой аркой, украшенной колоннами и лепниной, а также настенной росписью в виде гербов 135 городов Италии с указанием их расстояния до Турина — в нём, в частности, находились билетные кассы — и три зала ожидания (по одному для каждого класса пассажиров), а также королевский салон, украшенный картинами и стенописью работы Франческо Гонина, и буфет.
Зона прибытия располагалась в здании, идущем вдоль виа Сакки. Там находились зал ожидания, камера хранения и галерея для посадки в личные автомобили и такси. Между двумя зданиями располагались пути и платформы, перекрытые внушительным полукруглым металлическим дебаркадером, очертания которого повторял главный фасад здания, выходящего на площадь Карло Феличе и объединяющего флигеля по виа Ницца и виа Сакки.
Чтобы подчеркнуть функциональное членение вокзала, торцевые фасады фланкирующих корпусов вокзала были завершены большими аттиками, размером 12x4 метра, с крупными надписями на них «PARTENZA» («Отправление») и «ARRIVO» («Прибытие»). Надписи эти читались ещё в 1950-е годы.
Станция открылась для приёма и отправления пассажирских поездов 22 декабря 1864 года, однако строительные и отделочные работы в корпусах по улицам Ницца и Сакки продолжались до 1868 года. При этом никакого официального открытия вокзала не было, возможно, потому, что столица Италии в 1865 году была перенесена из Турина во Флоренцию.

### Станция в XX веке
К Всемирной выставке ЭКСПО-1911, проходившей в Турине с 29 апреля по 19 ноября 1911 года, вокзал Порта-Нуова был расширен, чтобы иметь возможность принять многочисленных посетителей выставки (за почти семь месяцев, что она проходила, выставку посетило более 7 миллионов человек), большая часть которых прибыла в Турин поездом, воспользовавшихся льготными билетами на проезд до Турина. Эти работы продолжались до 1915 года.
Также работы по расширению станции проводились в 1923—1928 годах. Связаны они были с подготовкой к Национальной выставке 1928 года, посвящённой 10-летию победы Италии в Первой мировой войне и 400-летию со дня рождения герцога Савойского Эммануила Филиберта, который в 1563 году перенёс столицу Савойи из Шамбери в Турин.
В 1940 году были проведены заметные изменения в структуре станции. Для улучшения обработки почтовых отправлений было построено специальное многоэтажное здание со стороны виа Ницца, там же разместились и службы вокзала. Дебаркадер был ликвидирован и превращен в атриум, который перекрыла железобетонная крыша вместо металлической. Кроме того, со стороны атриума, изнутри вокзала, был выстроен дополнительный стеклянный фасад.
Во время Второй мировой войны здание вокзала претерпело значительные разрушение. Оно было восстановлено в 1948—1953 годах. под руководством архитектора и инженера Паоло Перилли. По его проекту был перестроен атриум, где были открыты билетные кассы, а в 1951 году построена главная галерея длиной 150 и шириной 30 метров, соединившая атриум с перронами.
Первоначально на электрическую тягу было переведено лишь два направления — Турин — Бардонеккья (26 ноября 1920 года) и, позднее в 1920-е годы, Турин — Генуя. Электрификация была произведена переменным трёхфазным током.
Полная электрификация станции Турин — Порта-Нуова, как и всего туринского железнодорожного узла была осуществлена в 1961 году, после электрификации железной дороги Милан — Турин. Электрификация была осуществлена постоянным током, напряжением 3000 вольт. На время смены типа тока поезда, ведомые электровозами, буксировались на станцию вспомогательными паровозами или тепловозами. Движение по новой схеме электрификации было торжественно открыто 9 июня 1961 года тогдашним министром транспорта Италии Джузеппе Спатаро.

### Современность

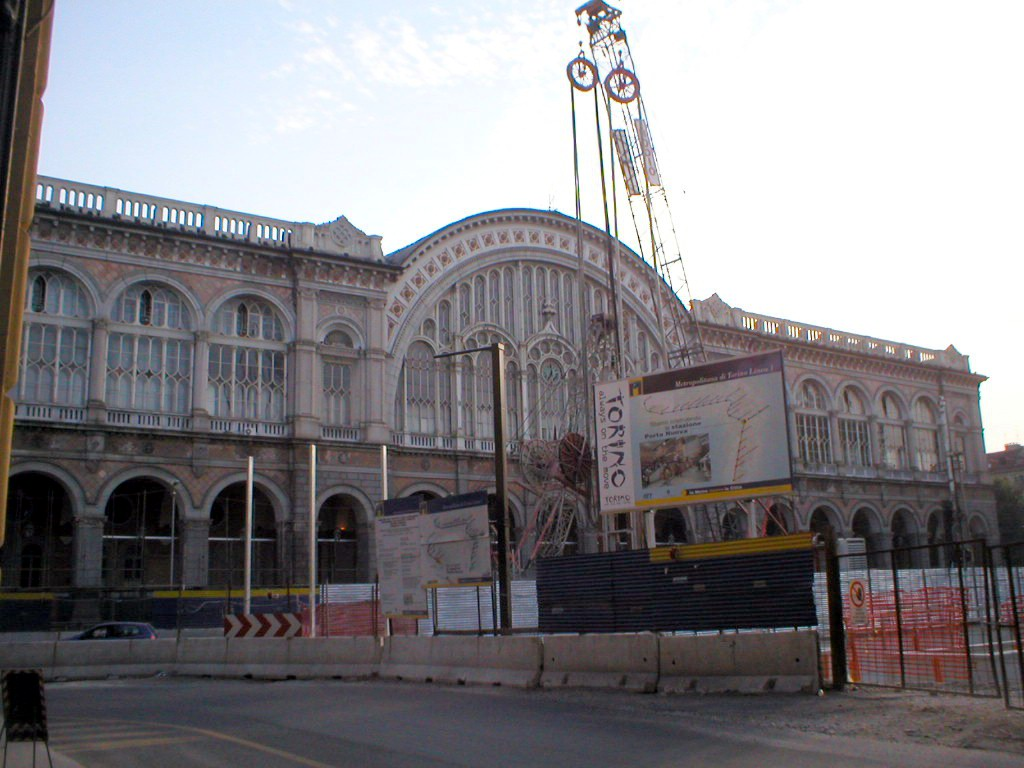
К Олимпийским играм станцию метро «Порта Нуова» построить не успели

В 1998 году была создана компания Grandi Stazioni — дочерняя компания оператора итальянской железнодорожной сети, компании Ferrovie dello Stato Italiane, для текущего управления, развития и обновления тринадцати крупнейших железнодорожных станций Италии, в число которых входит и Турин — Порта-Нуова. В 2004 году, в связи с предстоящими Зимними Олимпийскими играми, которые должны были пройти в феврале 2006 года в Турине, Grandi Stazioni включила станцию Порта-Нуова в реализуемый компанией проект по реструктуризации и инновации крупнейших станций Италии. Однако непосредственно к началу Игр было сделано немного: развернуты дополнительные камеры хранения и залы ожидания, а вокзал был переведен на круглосуточную работу. Не была построена и станция Туринского метрополитена «Порта Нуова».
Лишь в течение 2007—2008 годов был реализован первый этап программы. 5 октября 2007 года открылась станция метро Порта Нуова. Была отремонтирована и подвергнута реновации в целях расширения услуг пассажирам почти половина полезных площадей (44 146 из имеющихся 92 747 м2) в станционных зданиях. Значительно увеличились площади для торговли, оказания услуг, а также отдыха и культурного досуга пассажиров. 4 февраля 2009 года состоялось торжественное открытие обновленного вокзала — и это стало первой подобной церемонией за всю его почти полуторавековую историю.
В январе 2013 года начались работы по реставрации фасадов и интерьеров, инициированные компанией Grandi Stazioni, по проекту архитектора Марко Тамино. В ходе реставрационных работ были выявлены и сохранены архитектурные элементы, восходящие к XIX веку, в частности, был восстановлен характерный красный цвет в декоре главного фасада, которого не видело уже не одно поколение туринцев и гостей города. Работы длились почти четыре года, лишь в ноябре 2017 года леса были сняты и взору публики предстал обновленный вокзал, с новой схемой ночной светодиодной подсветки фасадов, подчеркивающей их архитектурные элементы и цветовую гамму.
После 2017 года работы ведутся по обновлению путей и платформ, в частности, по обеспечению доступа на все платформы для маломобильных пассажиров. В частности, выложено свыше 1 км рельефных направляющих дорожек для слепых и слабовидящих и установлено 18 тактильных информационных табличек, набранных шрифтом Брайля.

## Вокзал и станция
Главным зданием вокзала, а также ещё семью корпусами, расположенными вдоль виа Ницца и виа Сакки, управляет компания Grandi Stazioni. 20 железнодорожных путей станции и 11 платформ находятся в ведении компании Rete Ferroviaria Italiana.
Главное здание вокзала делится на несколько уровней:
- Подземный этаж, где размещаются подразделения Ferrovie dello Stato Italiane и вспомогательные помещения и склады бизнес-структур, осуществляющих коммерческую деятельность на вокзале. Отсюда осуществляется доступ на станцию метро Порта Нуова;
- Первый этаж, на уровне которого находятся пути и платформы. Здесь расположены сервисы по обслуживанию пассажиров — билетные кассы, залы ожидания, камеры хранения, торговля и услуги.
- Промежуточный этаж — коммерческая деятельность, торговля и услуги;
- Верхние этажи — почтовые службы и различные офисы.

Здания, расположенные вдоль улиц Виа Ницца и Виа Сакки, заняты в основном техническими помещениями подразделений Ferrovie dello Stato Italiane и офисами.

### Исторические интерьеры вокзала Порта-Нуова
В крыле главного здания вокзала, выходящем на виа Ницца (бывшее здание для отъезжающих пассажиров), присутствует ряд помещений, сохраняющих отделку, созданную первым архитектором вокзала Алессандро Маццукетти. Это кассовый «Зал гербов», с эмблемами 135 городов Италии с указанием их расстояния до Турина, и так называемый «Зал Гонина» — изначально салон для ожидания поезда и отдыха представителей правящей Италией королевской Савойской династии, впоследствии зал ожидания для пассажиров 1-го класса.

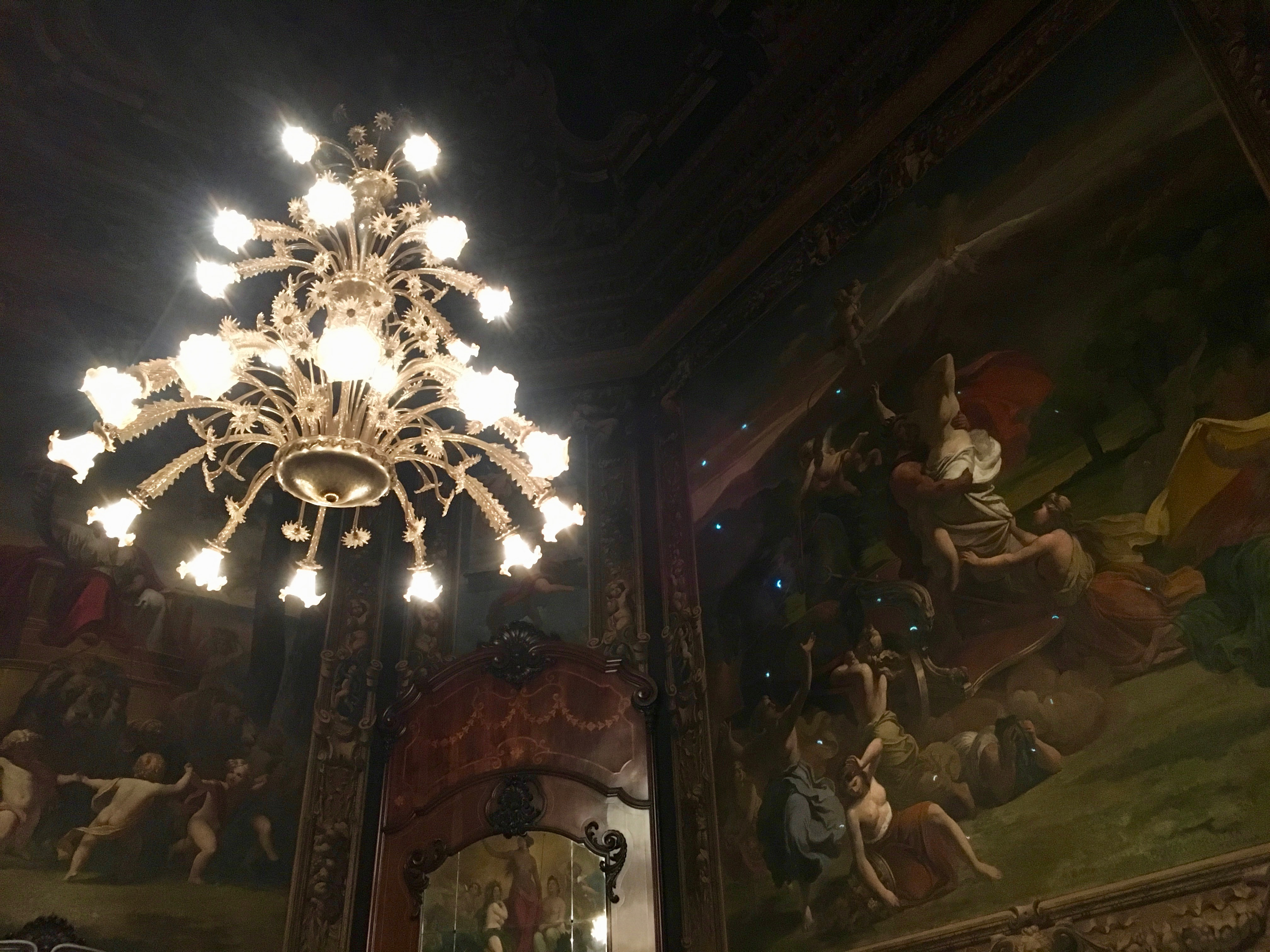
Интерьер «Зал Гонина» вокзала Турин — Порта-Нуова

«Зал Гонина» — сравнительно небольшое помещение (75 м2), богато украшено живописью — картинами и стенописью работы итальянского художника Франческо Гонина, жившего и творившего в Турине. Под именем художника этот зал в настоящее время известен.
Из картин Гонина следует отметить три, изображающие стихии — Землю, Воду и Огонь — изображения аллегорические, посредством персонажей античной мифологии. Кроме того, в углах находятся четыре панно, символизирующих четыре континента — Европу, Азию, Африку и Америку. Представлены они в виде географических карт, которые поддерживают парящие в небе ангелы.
Впечатляет применение художником эффекта «тромплёй» (или попросту «обманки»), благодаря чему Гонин создает иллюзию неба над головой виртуозной росписью потолка зала.
Зал выделяется также прекрасными резными работами по дереву — мебелью (столами и креслами), зеркальными рамами и резными деревянными стенными и дверными панелями — буазери, а также великолепной люстрой муранского стекла.
В отличие от «Зала гербов», «Зал Гонина» не находится в общем доступе, поскольку, как памятник архитектуры и изобразительного искусства, находится на попечении Fondo Ambiente Italiano (FAI) — Национального фонда сохранения исторического и культурного наследия и окружающей среды. Поэтому «Зал Гонина» можно увидеть только в составе организованных экскурсий, проводимых в рамках мероприятий FAI, таких, как, например, «Весенние дни FAI».

## Обслуживаемые направления и маршруты
На станцию Турин — Порта-Нуова прибывают и с неё отправляются поезда трёх компаний — железнодорожных операторов:
- Trenitalia — основной железнодорожный оператор Италии;
- Nuovo Trasporto Viaggiatori[итал.] — частная компания, осуществляющая высокоскоростные (до 300 км/ч) перевозки по ряду маршрутов;
- Servizio ferroviario metropolitano di Torino[итал.] — компания, осуществляющая перевозки в Туринской региональной агломерации.

Trenitalia обслуживает следующие типы поездов и маршруты, имеющие начальным/конечным пунктом следования станцию Турин — Порта-Нуова:
- Высокоскоростные поезда «Frecciarossa[итал.]» по маршрутам:
  - Турин — Милан — Болонья — Флоренция — Рим
  - Турин — Милан — Болонья — Реджо-Эмилия — Флоренция — Рим — Неаполь — Салерно
  - Турин — Милан — Брешиа — Верона — Виченца — Падуя — Венеция — Триест
  - Турин — Парма — Болонья — Анкона — Пескара — Фоджа — Бари — Бриндизи — Лечче
  - Турин — Аллесандрия — Генуя — Специя — Пиза — Ливорно — Рим
- Поезд «InterCity» о маршрутам:
  - Турин — Асти — Алессандрия — Генуя — Специя — Пиза — Ливорно — Рим — Неаполь — Салерно
  - Турин — Асти — Алессандрия — Болонья — Римини — Анкона — Пескара — Фоджа — Бари — Бриндизи — Лечче
- Ночные поезда «InterCity Notte» по маршрутам:
  - Турин — Алессандрия — Болгона — Анкона — Пескара — Фоджа — Бари — Бриндизи — Лечче
  - Турин — Генуя — Специя — Пиза — Ливорно — Рим — Неаполь — Салерно
  - Турин — Милан — Парма — Рим — Неаполь — Салерно
  - Турин — Милан — Парма — Реджо-Эмилия — Флоренция — Рим — Салерно — Ламеция Терме — Реджо-ди-Калабрия
- Региональный экспресс «Regionale Veloce[итал.]» по маршрутам:
  - Турин — Верчелли — Новара — Милан
  - Турин — Кивассо — Ивреа — Аоста
- Региональный поезд «Treno regionale» по маршруту Турин — Асти — Алессандрия — Ронко — Генуя.

Nuovo Trasporto Viaggiatori обслуживает высокоскоростной поезд «Italo» по маршруту Турин — Милан — Болонья — Реджо-Эмилия — Флоренция — Рим — Неаполь — Салерно.
Servizio ferroviario metropolitano di Torino обслуживает Линию 3 SFM по маршрутам Бардонеккья — Буссолено — Турин и Суза — Буссолено — Турин.
Кроме того, станция Турин — Порта-Нуова иногда является начальным/конечным пунктом маршрута для поездов других линий SFM, имеющих начальным/конечным пунктом маршрута станцию Турин — Стура:
- Линия 4 SFM[итал.]: Альба — Трофарелло — Турин : одна пара поездов по будним дням регулярно, также по отдельным дням особым назначением;
- Линия 6 SFM[итал.]: Асти — Трофарелло — Турин : по отдельным дням особым назначением;
- Линия 7 SFM[итал.]: Фоссано — Трофарелло — Турин : по отдельным дням особым назначением.